# Безёйденхаут, Кристиан
Кристиан Безёйденхаут (африк. Kristian Bezuidenhout; род. 1979, ЮАР) — австралийский пианист и клавесинист южноафриканского происхождения.

## Детство и учёба
Кристиан Безёйденхаут вместе с братом и сестрой рос в Кинг-Уильямс-Тауне. В 1988 году его семья по личным и политическим причинам покинули Южную Африку и переехали в Австралию. Именно здесь музыкант начал учиться игре на фортепиано, в дальнейшем продолжив учёбу в Истменской школе музыки в Рочестере. Первоначально Безёйденхаут поступил в класс фортепиано Ребекки Пенниc, однако довольно рано обратился к историческим инструментам и продолжил занятия под руководством Артура Хааса (клавесин), Малколма Билсона (пианофорте) и Пола О’Детта (генерал-бас).

## Музыкальная деятельность
Считается экспертом в аутентичном исполнительстве на исторических клавишных инструментах. «Поскольку он пересекает границу между композицией и импровизацией, это придает его интерпретациями классических произведений живость, которую редко можно услышать в старинной музыке». Получил известность после того, как в 2001 году стал обладателем первой премии и приза зрительских симпатий на международном конкурсе Musica Antiqua в Брюгге.
Безёйденхаут выступал в качестве приглашенного солиста с такими известными ансамблями, как Фрайбургский барочный оркестр, Concerto Köln, Collegium Vocale Gent и Ар Флориссан, а равно и с ведущими оркестрами — Консертгебау, Чикагским симфоническим, оркестром Гевандхауза. Сотрудничал с такими дирижёрами, как Джон Элиот Гардинер, Филипп Херревеге, Тревор Пиннок, Франс Брюгген и Джованни Антонини.

## Музыкальные записи
- Кристиан Безёйденхаут, Фрайбургский барочный оркестр, Пабло Герас-Касадо. Феликс Мендельсон. "Piano Concerto No.2 & Symphony No.1". Записано на оригинальном рояле Эрар 1837 г. Лейбл: Harmonia Mundi
- Кристиан Безёйденхаут, Дэниел Хоуп (скрипка), Анна-София фон Оттер (меццо-сопрано), Камерный оркестр Европы. Вивальди. Записано на клавесине и органе. Лейбл: Deutsche Grammophon
- Кристиан Безёйденхаут, Ян Кобов. Франц Шуберт. "Die schone Mullerin". Записано на реплике рояля Графа от Пола Макналти. Лейбл: Atma
- Кристиан Безёйденхаут. В.А. Моцарт. "Keyboard Music Vol.2". Записано на реплике рояля Вальтера от Пола Макналти. Лейбл: Harmonia Mundi
- Кристиан Безёйденхаут. Людвиг ван Бетховен. "iano Concertos Nos. 2&5". Записано на реплике рояля Граф 1824 г. от Р.Регира. Лейбл: Harmonia Mundi
- Кристиан Безёйденхаут, Изабель Фауст. И.С. Бах. "Sonatas for Violin & Harpsichord". Лейбл: Harmonia Mundi